# Cotlaixco
Cotlaixco är en ort i Mexiko.   Den ligger i kommunen Zongolica och delstaten Veracruz, i den sydöstra delen av landet, 240 km öster om huvudstaden Mexico City. Cotlaixco ligger 1 226 meter över havet och antalet invånare är 520.
Terrängen runt Cotlaixco är varierad. Runt Cotlaixco är det ganska tätbefolkat, med 116 invånare per kvadratkilometer. Närmaste större samhälle är Córdoba, 13,2 km norr om Cotlaixco. I omgivningarna runt Cotlaixco växer huvudsakligen savannskog.